# Esther Lederberg
Esther Miriam Zimmer Lederberg (New York, 18 dicembre 1922 – Stanford, 11 novembre 2006) è stata una microbiologa e immunologa statunitense, pioniere della genetica batterica. Notevoli contributi includono la scoperta del fago lambda, il rapporto tra trasduzione e fago lambda lysogeny, lo sviluppo di replica in piastra, e la scoperta di fertilità batterica fattore F.

## Biografia
Queste sue scoperte contribuirono ai successi del suo gruppo di ricerca, che per gli stessi fu premiato dal Premio Nobel del 1958. Esther non fu accreditata per la scoperta e invitata esclusivamente come "moglie" di uno dei membri del gruppo di cui lei stessa faceva parte. I suoi successi e il suo nome sono meno conosciuti di quello del primo marito con cui condusse le ricerche premiate, un fenomeno chiamato "Effetto Matilda".

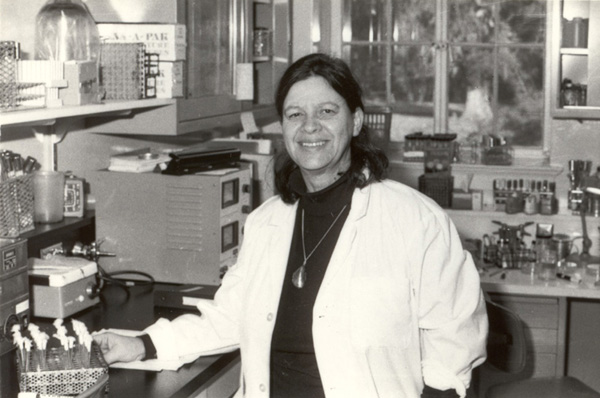
Esther nel laboratorio

Lederberg inoltre ha fondato e diretto il Centro di Riferimento Plasmidi all'Università di Stanford, la cui raccolta comprende plasmidi di tutti i tipi, contenenti geni che codificano per la resistenza agli antibiotici, resistenza ai metalli pesanti, virulenza, coniugazione, colicins, trasposoni, temperatura di sensibilità e di altri fattori sconosciuti. (La maggior parte di questi plasmidi non sono ancora stati accuratamente studiati). Il secondo marito di Esther, Matthew Simon, ha raccolto le ricerche, ricordi e meriti della moglie nel sito "Esther M. Zimmer Lederberg Memorial Website".